# Hāwai (Nouvelle-Zélande)
Hāwai est une colonie côtière du district d'Opotiki et de la région de la Baie de l'Abondance, sur l'île du Nord de la Nouvelle-Zélande.
Elle se trouve dans le rohe de Te Whānau-ā-Apanui.